# Hannibal (série de televisão)
Hannibal foi uma série de televisão americana de terror psicológico, suspense psicológico, drama policial e thriller criminal desenvolvida por Bryan Fuller para a NBC. A série baseia-se em personagens e elementos presentes nos livros Red Dragon e Hannibal de Thomas Harris, e foca na relação entre o inteligente investigador especial do FBI Will Graham e o Dr. Hannibal Lecter, um brilhante psiquiatra forense destinado a se tornar o inimigo mais astuto de Graham e, ao mesmo tempo, a única pessoa que pode compreendê-lo. A série foi recebida com muitos elogios, consagrando-se no status cult.
A série recebeu uma ordem de 13 episódios para sua primeira temporada e, ao contrário de muitos programas da rede americana, cada temporada futura também apresentaria 13 episódios. David Slade é o produtor executivo e diretor do piloto. A série estreou na NBC em 4 de abril de 2013. Teve seu fim anunciado no dia 22 de junho de 2015.
É considerada por críticos e público como uma das melhores séries do gênero, e uma das melhores séries de televisão de todos os tempos.
A série recebeu aclamação da crítica, com os desempenhos dos atores principais e o estilo visual do show sendo louvados, consolidando-se como uma série cult.
Apesar do sucesso da série, ela foi cancelada em 2015 pela NBC. Segundo a produtora, a série foi cancelada devido à pirataria.

## Enredo
Will Graham é um professor e agente especial do FBI que possui a incrível habilidade de reconstruir cenas de crimes em sua mente. Tirado da sala de aula pelo agente Jack Crawford, ele se vê encarregado de uma grande missão, que o colocará cara a cara com Dr. Hannibal Lecter, seu pior e mais novo aliado.

## Elenco e personagens;

### Elenco principal
- Hugh Dancy como Will Graham: Um talentoso professor e Agente Especial profiler de criminosos e caçador de serial killers do FBI. Ele visualiza-se cometer os assassinatos que investiga para entender os comportamentos dos assassinos; Ao longo da série, o envolvimento de Graham com as investigações tem um impacto na sua psique. A relação emocional entre Graham e Lecter é a base da série.
- Mads Mikkelsen como Hannibal Lecter: Um brilhante psiquiatra forense e ex-cirurgião, serial-killer canibal e culinário. Lecter desenvolve um grande interesse em Graham.
- Caroline Dhavernas como Alana Bloom: Uma professora de psiquiatria e profiler consultora do FBI.
- Laurence Fishburne como Jack Crawford: Agente Especial Encarregado, cabeça das Ciências Comportamentais do FBI e chefe de Graham.
- Gillian Anderson como Drª. Bedelia du Maurier: Psicoterapeuta de Hannibal.

### Secundários
- Lara Jean Chorostecki como Fredricka "Freddie" Lounds: Uma blogger de tabloide.
- Scott Thompson como Jimmy Price: Um investigador de cena do crime especializado em digitais latentes.
- Aaron Abrams como Brian Zeller: Um investigador de cena do crime.
- Hettienne Park como Beverly Katz: Uma Agente Especial, que investiga cenas de crimes, especialista em análise de fibras.
- Kacey Rohl como Abigail Hobbs: Filha do serial killer Garrett Jacob Hobbs que desenvolve um relacionamento complicado com Hannibal Lecter.
- Michael Pitt como Mason Verger: Herdeiro da fortuna do abatedouro Verger, psicótico e estuprador.
- Katherine Isabelle como Margot Verger: Irmã de Mason, sofre abuso do irmão e paciente de Dr. Lecter.
- Gina Torres como Phyllis "Bella" Crawford: Esposa de Jack que está sofrendo de um câncer pulmonar terminal.
- Ellen Greene como Srª. Komeda: Uma romancista de Boston e amiga de Hannibal.
- Raúl Esparza como Frederick Chilton: Administrador do Baltimore State Hospital for the Criminaly Insane.
- Jonathan Tucker como Matthew ''Matt" Brown: Enfermeiro do Baltimore State Hospital for the Criminaly Insane,psicótico e  admirador do estripador de Chesapeake.
- Eddie Izzard como Abel Gideon: Ex-cirurgião e ex-paciente de Dr. Chilton, assassino que alegava ser o famoso estripador de Chesapeake, interno em Baltimore State Hospital for the Criminaly Insane.

## Produção

### Desenvolvimento
A NBC começou a desenvolver uma série Hannibal em 2011 e a ex-chefe de drama Katie O'Connell trouxe seu amigo de longa data Bryan Fuller (que já havia trabalhado como um escritor-produtor em Heroes, da NBC) para escrever um roteiro para o piloto em novembro. A NBC deu a série um compromisso financeiro antes de Fuller ter completado seu script. Em 14 de fevereiro de 2012, a NBC ultrapassou a fase piloto de desenvolvimento, dando à série uma primeira temporada de 13 episódios baseada unicamente na força do roteiro de Fuller. A série entrou em produção rapidamente em seguida.
O diretor de 30 Days of Night David Slade, que já havia dirigido o piloto de Awake da NBC, dirigiu o piloto e serve como produtor executivo. José Andrés foi trazido para o projeto como um "consultor de culinária canibal" especial e vai aconselhar a equipe em procedimentos adequados para a preparação de carne humana para o consumo.
Bryan Fuller discutiu a ordem de episódios limitada e o arco da história contínua que ele prevê para a série. "Fazer um modelo de cabo na rede de televisão nos dá a oportunidade não de perder tempo em nossa narrativa, porque temos uma grande quantidade de imóveis para cobrir". Falando especificamente sobre a personagem Hannibal Lecter, Fuller disse: "Há uma disposição animadora para nosso Hannibal. Ele não está sendo telegrafado como um vilão. Se o público não sabia quem ele era, eles não iriam vê-lo chegando. O que nós temos é o princípio de suspense de Alfred Hitchcock - mostrar ao público a bomba embaixo da mesa e deixá-los suar quando explodir". Ele passou a chamar a relação entre Graham e Lecter de "realmente uma história de amor", dizendo: "Como Hannibal disse [a Graham] em alguns dos filmes, 'Você é muito mais parecido comigo do que você imagina'. Nós vamos chegar ao fundo do que exatamente isso significa ao longo das duas primeiras temporadas". Fuller também afirmou que a série vai adaptar os livros de Harris, com Red Dragon sendo a base para a quarta temporada, e ele quer ter outras personagens famosas da série de livros (como Jame Gumb e Clarice Starling), desde que ele obtenha os direitos deles da MGM.
No dia 2 de setembro de 2015, o criador da série Bryan Fuller garantiu a volta de "Hannibal" e diz que a série só acaba quando ele morrer.

### Elenco
O ator britânico Hugh Dancy foi o primeiro ator a ser chamado, ganhando o papel do protagonista Will Graham, quem pede ajuda a Lecter para capturar serial killers. Em junho de 2012, o ator dinamarquês Mads Mikkelsen foi escalado para o papel-título. Logo depois disso, o ator Laurence Fishburne foi escalado como o comandante da Unidade de Ciências Comportamentais do FBI, Jack Crawford. Caroline Dhavernas e Hettienne Park também foram escaladas mais tarde como Dra. Alana Bloom, uma ex-aluna de Hannibal Lecter e a investigadora Beverly Katz, respectivamente. Lara Jean Chorostecki, Kacey Rohl, Scott Thompson e Aaron Abrams também foram escalados em papéis recorrentes. Gina Torres também tem um papel recorrente como Phyllis "Bella" Crawford, a esposa de Jack Crawford. Ellen Greene, Raúl Esparza e Gillian Anderson foram mais tarde escalados em papéis recorrentes e apareceram mais tarde na temporada. Outro atores conhecidos, como Molly Shannon, Eddie Izzard e Lance Henriksen também co-estrelam na série. Muitos dos atores da série haviam trabalhado com o criador Bryan Fuller anteriormente, incluindo Dhavernas, que interpretou a protagonista em Wonderfalls, e Torres, Greene, Esparza e Shannon, que apareceram todos anteriormente em Pushing Daisies. Chelan Simmons reprisou seu papel como Gretchen Speck-Horowitz de Wonderfalls em um episódio de Hannibal. Ellen Muth, que estrelou em Dead Like Me, de Fuller, apareceu como convidada em um episódio como uma personagem chamada Georgia, uma homenagem a sua personagem original e é uma "reinterpretação dessa personagem".

### Filmagens
O piloto começou a ser filmado em 27 de agosto de 2012. As filmagens se realizam em Toronto, Ontário, Canadá.

## Transmissão
Um ano antes da exibição original em 10 de abril de 2012, a ProSiebenSat.1 Media Group adquiriu os direitos de transmissão da série na Alemanha, Áustria, Suíça, Suécia, Noruega e Dinamarca no início de 2013. Citytv conseguiu os direitos de transmissão no Canadá e uma estreia no meio da temporada. A Sky Living começou a transmitir a série no Reino Unido e na Irlanda a partir de 7 de maio de 2013. A série estreou na AXN na Índia em 5 de abril de 2013 e na AXN Ásia em 9 de abril de 2013, e na Polônia na AXN em 10 de abril de 2013. A série também é transmitida na Seven Network, da Austrália, no horário nobre das quartas-feiras a partir de meados de abril de 2013. No Brasil, a série estreou a 30 de abril de 2013 e passa todas as terças-feiras, às 22 horas, na AXN.
O quinto episódio da série, "Œuf", que girava em torno de crianças sequestradas que tinham sido doutrinadas para assassinar seus próprias famílias, foi retirado da programação a pedido do criador Bryan Fuller. O episódio ainda foi exibido em outros países. Isso não foi resultado do atentando à Maratona de Boston como alguns relatórios indicaram, mas foi realmente decidido algumas horas antes. Fuller disse que a decisão: "Com esse episódio, não era sobre a imagem gráfica ou a violência. Era sobre as associações que vieram com o assunto que eu senti que inibiria o divertimento do episódio em geral. Foi a minha própria sensibilidade... Nós queremos ser respeitosos com o clima social em que estamos agora". Em vez de uma transmissão tradicional, uma parte do episódio foi dividida em uma série de webisódios, que foi disponibilizada através de vários meios de comunicação on-line. O episódio completo foi mais tarde disponibilizado via iTunes em 29 de abril de 2013.

### Retirada da KSL-TV
A série foi transmitida pela KSL-TV de Salt Lake City, Utah, a partir de 29 de abril de 2013, após quatro episódios já terem ido ao ar. A KSL-TV é detida pela parte de radiodifusão comercial da Igreja SUD, e recusou várias séries da NBC no passado, devido ao conteúdo violento ou sexual. Hannibal foi retirada depois do crítico de televisão de The Salt Lake Tribune Scott D. Pierce ter criticado a emissora por se recusar a transmitir o sitcom da NBC The New Normal, devido ao seu humor sexual, permitindo que a violência de Hannibal fosse ao ar sem qualquer objeção; o artigo levou a espectadores queixarem-se à KSL ao longo da série.

## Episódios

### 1ª temporada
| Nº do episódio | titulo        | 1ª transmissão                 | sinopse |
| -------------- | ------------- | ------------------------------ | --- |
| 1 piloto       | Apéritif      | quinta-feira 04 abr 2013 (NBC) | Contra o conselho de seus colegas, o chefe do FBI Jack Crawford recruta o investigador especial Will Graham para ajudar a encontrar um grupo de universitários que estão desaparecidos. Para a consultoria do caso, foi recrutado o psiquiatra Dr. Hannibal Lecter, que tem uma vida dupla secreta de assassinatos e canibalismo.                                                                                           |
| S1E2           | Amouse-Bouche | quinta-feira 11 abr 2013 (NBC) | Oficialmente de volta ao trabalho, Will Graham auxilia Jack Crawford na busca de um serial killer que enterra suas vítimas vivas. Ainda pior, o assassino usa os corpos para plantação de cogumelos em seu jardim. |
| S1E3           | Potage        | quinta-feira 18 abr 2013 (NBC) | Abigail acorda de seu coma, para acusar Jack Crawford de cumplicidade nos assassinatos de seu pai. Will, Alana e Hannibal discordam sobre a melhor forma de lidar com Abigail, levando-a, por fim, de volta para a casa de sua família em Minnesota. As coisas pioram quando o irmão de uma das supostas vítimas de seu pai confronta Abigail violentamente, resultando em consequências trágicas para todos os envolvidos. |
| S1E4           | Oeuf          | quarta-feira 24 abr 2013 (NBC) | Will deduz que crianças estejam cometendo crimes sob a influência de um líder oculto adulto. Hannibal visita Abigail Hobbs fora do hospital psiquiátrico, chamando a atenção e preocupação da Drª Alana Bloom. |
| S1E5           | Coquilles     | quinta-feira 25 abr 2013 (NBC) | Will e Jack caçam um serial killer que esculpe asas com a própria carne das costas de suas vítimas com o intuito de criar anjos da guarda para vigiá-lo enquanto ele dorme. Enquanto isso, a esposa de Crawford, Bella, confidencia um segredo perturbador de Hannibal, que ela não deseja compartilhar com o marido. |
| S1E6           | Entrée        | quinta-feira 02 mai 2013 (NBC) | Will acredita que o assassino ainda está foragido. Enquanto isso, o caso faz com que Jack tenha um flashback da última vítima do estripador, uma jovem estagiária do FBI chamada Miriam Lass. |
| S1E7           | Sorbet        | quinta-feira 09 mai 2013 (NBC) | Jack acredita que Chesapeake Ripper foi só mais uma vítima. Enquanto isso, Will é atormentado com pesadelos com Abigail Hobbs. Hannibal visita seu psiquiatra Dr. Du Maurier, e um jantar é preparado no estilo canibal. |
| S1E8           | Fromage       | quinta-feira 16 mai 2013 (NBC) | Will é levado a encontrar um assassino que expõe as cordas vocais de suas vítimas para toca-las como um instrumento. Hannibal recebe uma ligação inesperada quando um paciente chamado Franklin diz que seu amigo Tobias é o responsável. Os crimes de Tobias chamam a atenção de Hannibal. Enquanto isso, Will procura conforto nos braços de Alana.                                                                       |
| S1E9           | Trou Normand  | quinta-feira 23 mai 2013 (NBC) | Will vai atrás de um serial killer que criou um totem humano de cada uma de suas vítimas. Antes de Will começar a investigar, ele desmaia e se perde no tempo. Preocupado, ele vai até Hannibal pedir ajuda. |
| S1E10          | Buffet Froid  | quinta-feira 30 mai 2013 (NBC) | Will presta consultoria sobre um caso onde os rostos das vítimas foram mutilados em uma "glasgow smile". Infelizmente, seus lapsos de tempo pioram, e ele atrapalha a cena do crime. Um exame cerebral revela que Will tem Encefalite avançada. Hannibal, vendo ali uma oportunidade, intimida Dr. Donald para mentir para Will sobre sua doença. Quando o Dr. Donald é assassinado, Will se torna o principal suspeito.    |
| S1E11          | Rôte          | quinta-feira 06 jun 2013 (NBC) | Will se esforça para capturar Dr. Gideon, mas sua doença o leva a alucinação. Hannibal tira proveito de Will mais uma vez, manipulando Will para estar sozinho no mesmo quarto de Gideon. |
| S1E12          | Relevés       | quinta-feira 13 jun 2013 (NBC) | Georgia Madchen morre enquanto sob custódia da polícia, fazendo com que Will suspeite de Garrett Jacob. Jack começa a suspeitar que Hannibal está escondendo alguma coisa, e paga para visitar o Dr. Maurier. |
| S1E13          | Savoureux     | quinta-feira 20 jun 2013 (NBC) | Evidencias apontam que Will assassinou Abigail. Hannibal tenta convencer Will a se entregar ao FBI, e Alana fica convencida que Will é culpado. Desesperado e sozinho, Will escapa, sequestra Hannibal e volta para Minnesota para provar sua inocência. Infelizmente, para Will, Hannibal nunca está sem um plano. |

### 2ª temporada
| Nº do episódio | titulo     | 1ª transmissão                | sinopse |
| -------------- | ---------- | ----------------------------- | ------- |
| S2E1           | Kaiseki    | sexta-feira 28 fev 2014 (NBC) |         |
| S2E2           | Sakisuki   | sexta-feira 07 mar 2014 (NBC) |         |
| S2E3           | Hassun     | sexta-feira 14 mar 2014 (NBC) |         |
| S2E4           | Takiawase  | sexta-feira 21 mar 2014 (NBC) |         |
| S2E5           | Mukosuke   | sexta-feira 28 mar 2014 (NBC) |         |
| S2E6           | Futamono   | sexta-feira 04 abr 2014 (NBC) |         |
| S2E7           | Yakimono   | sexta-feira 11 abr 2014 (NBC) |         |
| S2E8           | Su-Zakana  | sexta-feira 18 abr 2014 (NBC) |         |
| S2E9           | Shiizakana | sexta-feira 25 abr 2014 (NBC) |         |
| S2E10          | Naka-choko | sexta-feira 02 mai 2014 (NBC) |         |
| S2E11          | Kõ no mono | sexta-feira 09 mai 2014 (NBC) |         |
| S2E12          | Tome-wan   | sexta-feira 16 mai 2014 (NBC) |         |
| S2E13          | Mizumono   | sexta-feira 23 mai 2014 (NBC) |         |

### 3ª temporada
| Nº do episódio | titulo                                | 1ª transmissão                 | sinopse |
| -------------- | ------------------------------------- | ------------------------------ | ------- |
| S3E1           | Antipasto                             | quinta-feira 04 jun 2015 (NBC) |         |
| S3E2           | Primavera                             |                                |         |
| S3E3           | Secondo                               |                                |         |
| S3E4           | Aperitivo                             |                                |         |
| S3E5           | Contorno                              |                                |         |
| S3E6           | Dolce                                 |                                |         |
| S3E7           | Digestivo                             |                                |         |
| S3E8           | The Great Red dragon                  |                                |         |
| S3E9           | ...and the woman clothed in sun       |                                |         |
| S3E10          | ...and the woman clothed with the sun |                                |         |
| S3E11          | ...and the beast from the sea         |                                |         |
| S3E12          | the number of the beast is 666        |                                |         |
| S3E13 Finale   | The wrath of the lamb                 |                                |         |

## Recepção da crítica
Hannibal foi amplamente aclamada pela crítica especializada durante suas temporadas, com louvores e elogios às qualidades distintas da série, assim como aos seus protagonistas e o desenvolvimento dos personagens, com destaque para os diálogos entre Hannibal e Will, descritos como "genial", "peculiar" e "complexo", e ao relacionamento deles no decorrer da série; vem sendo listada constantemente como uma das Grandes Séries da Televisão do Século XXI e de Todos os Tempos e recebendo o status de série cult crítica e popular. Na sua 1ª temporada, em base de 32 avaliações profissionais, alcançou uma pontuação de 70% no Metacritic. Por votos dos usuários do site, atinge uma nota de 8.8, usada para avaliar a recepção do público.